# Burlesque (Richard Strauss)
Pour les articles homonymes, voir Burlesque (homonymie).

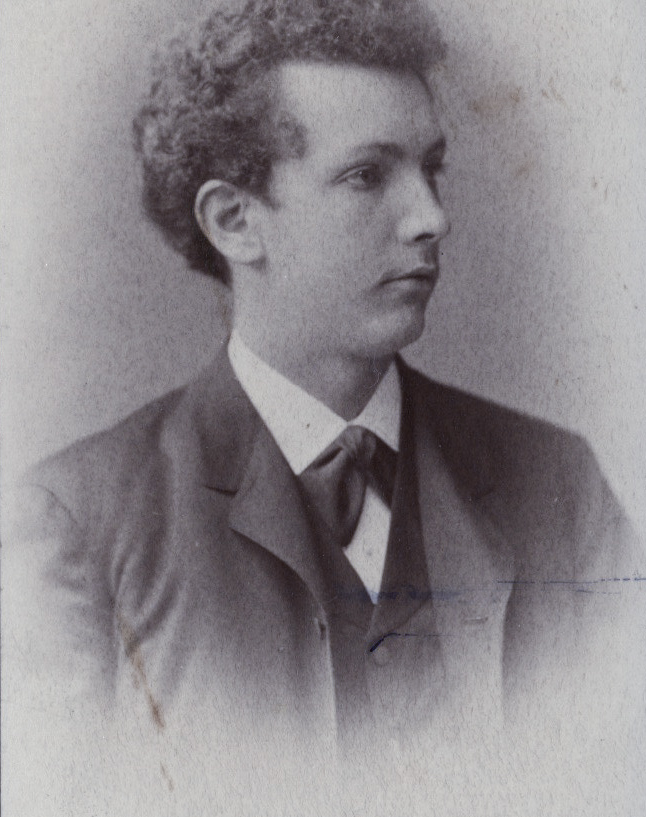
Richard Strauss.

Burlesque en ré mineur est une pièce concertante pour piano et orchestre de Richard Strauss composé en 1886.
Il s'agit d'une œuvre de jeunesse de Strauss et l'inspiration brahmsienne en est audible.
Elle était dédiée originellement, sous le nom de scherzo en ré mineur au pianiste et chef d'orchestre Hans von Bülow, chez qui Richard Strauss apprenait la direction d'orchestre. Celui-ci refusa cependant de jouer l'œuvre, prétextant d'une trop grande difficulté technique (« Il y a une position de main différente pour chaque mesure »). La pièce n'est donc sortie sous le nom de Burlesque que quatre ans plus tard et est créée au festival de musique d'Eisenach  le 21 juin 1890 par le pianiste Eugen d’Albert, ancien élève de Franz Liszt, sous la direction du compositeur.
Elle comporte un seul  mouvement et son exécution demande environ vingt minutes.

## Indications discographiques
Enregistrements considérés comme des références par la critique musicale :
- Claudio Arrau, Orchestre symphonique de Chicago, dir. Désiré Defauw (1946) (Naxos)[1]
- Margrit Weber, Radio-Symphonie-Orchester Berlin, dir. Ferenc Fricsay (1957), (DG)
- Malcolm Frager, Staatskapelle Dresden, dir. Rudolf Kempe (1975) (EMI Classics)
- Byron Janis, Orchestre symphonique de Chicago, dir. Fritz Reiner (1960) (RCA) [2]
- Rudolf Serkin, Orchestre de Philadelphie, dir. Eugene Ormandy (1966) (Sony)[2]
- Martha Argerich, Orchestre Philharmonique de Berlin, dir. Claudio Abbado (1992) (Sony) fameux concert Strauss du Nouvel An à Berlin en 1992.